# Vaanes I de Siúnia
Vaanes I de Siúnia (em armênio/arménio: Վահան Ա Սյունեցի; romaniz.: Vahan I Syunets’i; m. 974), apelidado Pequeno Vaanes (em armênio: Վահանին; romaniz.: Vahanik), foi o católico de todos os armênios de 967 até sua deposição em 969.

## Nome
Vaanes (Vaanēs; Βαάνης, Baánēs) é a forma latina do teofórico armênio Vaã (Վահան, Vahan), ligado a Vaagne (Վահագն, Vahagn), o deus armênio, cujo nome derivou do parta Varragne (*Warhragn) / Vartagne (*Warθagn), do persa antigo Vertragna (Vṛθragna) e do avéstico Veretragna (𐬬𐬆𐬭𐬆𐬚𐬭𐬀𐬖𐬥𐬀, vərəθraγna), o deus iraniano da vitória. Como teofórico, também foi citado em armênio como Verã (Վռամ Vṙām), em persa médio como Vararã (𐭥𐭫𐭧𐭫𐭠𐭭, Waraḥrān) e Varã (𐭥𐭠𐭧𐭫𐭠𐭬, Waḥrām), em grego como Boanes (Βοάνης, Boánēs), Baranes (Βαρανης, Baranēs), Baânio (Βαάνιος, Baánios), Uarrames / Varrames (Ουαρράμης, Ouarrámēs), Barã (Βάραμ, Báram), Baramo (Βάραμος, Báramos) e Baram(a)anes (Βαραμ(a)άνης, Baram(a)ánēs), em georgiano como Barã (ბარამ, Baram),  em latim como Veramo (Veramus) e Vararanes e em persa novo como Barã (بهرام, Bahrām).

## Biografia
Vaanes era o filho de Javanxir, senhor de Balque, em Siúnia. Em 958, no concílio de Capã que colocou ordem na organização da Igreja Apostólica Armênia na região, é consagrado pelo católico Ananias I de Moxoena como metropolita de Siúnia. Permaneceu no cargo até a morte de Ananias, em 967, quando foi eleito católico no Concílio de Xiracavã. Seus pareceres favoráveis ao calcedonianismo levaram a convocação dum sínodo em Ani em 969 pelo rei Asócio III (r. 951–977), ao qual decidiu não comparecer. No sínodo decidiu-se pela remoção de Vaanes e a nomeação de Estêvão III. Vaanes refugiou-se na corte do rei Abusal Amazaspes (r. 953–968) de Vaspuracânia, onde foi considerado como católico titular. Imprudentemente, Estêvão III deslocou-se depois à corte de Vaspuracânia admoestar pessoalmente seu rival e Abusal mandou prendê-lo. Vaanes morreu em 974 e não é substituído em Vaspuracânia, deixando o sucessor de Estêvão III, Cachique I Arsaruni, como católico.